# Jhamak Ghimire
Jhamak Ghimire est une écrivaine népalaise née le 10 juillet 1980 à Dhankuta.
Née avec une infirmité motrice cérébrale, Jhamak Ghimire écrit avec son pied gauche. 
Elle contribue régulièrement au journal Kantipur et est l'autrice de plusieurs ouvrages dont le plus connu est son autobiographie publiée en 2010 : जीवन काँडा कि फूल (La vie est-elle une épine ou une fleur ?). Pour ce dernier ouvrage, elle reçoit prix Madan (en), considéré comme la plus importante récompense littéraire au Népal.